# De guillotine
De guillotine is een boek van Simone van der Vlugt dat zich afspeelt in de tijd van de Franse Revolutie. Alles wordt beleefd vanuit het oogpunt van Sandrine de Billancourt, een meisje van adel.

## Het verhaal
Sandrine de Billancourt is een meisje en leeft in 1789. Ze is van adel, terwijl er onder het ‘gewone’ volk een dreigende sfeer hangt. Op een dag komt Sandrine samen met Julie in een oproer terecht. Door uit de koets te rennen ontsnappen ze, maar Sandrine heeft wel kennisgemaakt met de armoede van het volk. Ze ziet hoe mensen vechten om maar een klein beetje meel. Zelf heeft Sandrine nog nooit honger gehad en ze verbaast zich over de verschillen in de stad. 

Elk jaar gaat Sandrine in de zomer met haar familie naar Poissy, een kasteel in de Touraine. Normaal heeft ze het daar heel erg naar haar zin, maar dit jaar broeit er iets. Ze hoort dat er veel mensen verhongerd zijn de afgelopen winter en ze krijgt toch wel medelijden met de mensen. Als ze daarover iets laat blijken tegenover haar ouders, vinden die dat ze er niet zo over mag denken. Het leven is nu eenmaal zo.
Op een dag horen ze dat in Parijs de revolutie is uitgebroken. En in de dagen erna komen steeds meer geruchten van wrede moorden op aristocraten. De spanning stijgt en al snel bestormen ook de mensen in hun omgeving het kasteel. Gelukkig ziet Sandrine dit net op tijd aankomen en kan de hele familie vluchten. Ze besluiten terug naar Parijs te gaan, omdat haar vader denkt dat het daar wel veilig is.
In het begin blijkt dit het geval te zijn, maar na een paar maanden gebeurt toch waar ze bang voor waren; de Nationale Garde valt binnen in het huis van de familie de Billancourt. Iedereen wordt afgevoerd, behalve Sandrine, want Julie heeft haar verstopt onder een luik in de grond.
Sandrine besluit, als het stil geworden is, naar de schoenmakersfamilie Lambertin te gaan die ze vaag kent via Julie. Ze mag daar blijven, maar het wordt wel heel moeilijk voor haar. Weinig voedsel, zwaar huisvrouwenwerk, achterdochtige buurvrouwen en het verlies van haar ouders, haar zusje en Julie. Deze waren namelijk nog dezelfde avond vermoord door de woedende menigte. 

Ondanks alles blijft Sandrine volhouden. Ze past zich aan en ze gaat zelfs mee naar een feest, waar allerlei mensen die voor de revolutie zijn bijeenkomen. Tot haar verbazing zijn het geen vieze vrouwen en gewelddadige mannen, maar jonge mannen en vrouwen die gezellig zitten te praten en met hun kinderen spelen. Op het feest ontmoet ze Nicolas, een jongen die ze nog van de Touraine kent. Hij weet dat Sandrine van adel is, maar hij verraadt haar niet. Ze worden zelfs goede vrienden. 

Wanneer de koning wordt onthoofd breekt een oorlog uit met Engeland, Spanje, Italië en de Verenigde Nederlanden. De situatie verslechtert en er worden nog meer mensen dan ooit opgepakt, die vervolgens allemaal onder de guillotine verdwijnen. Iedereen die ook maar ook iets van kritiek op de revolutie heeft, wordt opgepakt. 

Op een dag ziet Philippe dat Nicolas op de lijst staat om opgepakt te worden. Nicolas besluit te vluchten en Sandrine wil ook mee. Philippe is net officier geworden en stelt voor dat hij moet vluchten. Hij gaf Nicolas een paard, een wagen met veel oud eetafval waar Sandrine onder kon kruipen en een pas om de stad te kunnen verlaten. Net als ze denken dat het lukt, worden ze terug geroepen. De wachters zeiden dat ze toch iets te snel waren en vonden dat hij wel erg veel rotzooi had voor een stad die bijna niets te eten had. Ze schepten alles uit de kar en toen werden ze in een van de vele gevangenissen gegooid.
Sandrine en Nicolas hebben veel steun aan elkaar. Ze zitten 4 maanden in de gevangenis, maar op een dag wordt Sandrine opgeroepen om naar de rechtbank te gaan. Onderweg naar de rechtbank komt de kar, met daarin Sandrine, in een door Philippe georganiseerde opstand terecht. Overal had hij posters opgehangen dat er gratis brood uitgedeeld zou worden. Philippe zelf is er ook en het lukt hem om Sandrine te bevrijden. Ook aan Nicolas heeft hij gedacht en hem lukt het ook om te ontsnappen uit de gevangenis. Hij had onder het matras van Nicolas een bewakerspak gelegd. Philippe en Sandrine komen nog diezelfde avond Parijs uit, omdat Philippe valse passen heeft geregeld. Nicolas gaat een dag later naar Poissy. Zo ontsnapt Sandrine aan de guillotine.